# ルー (食品)

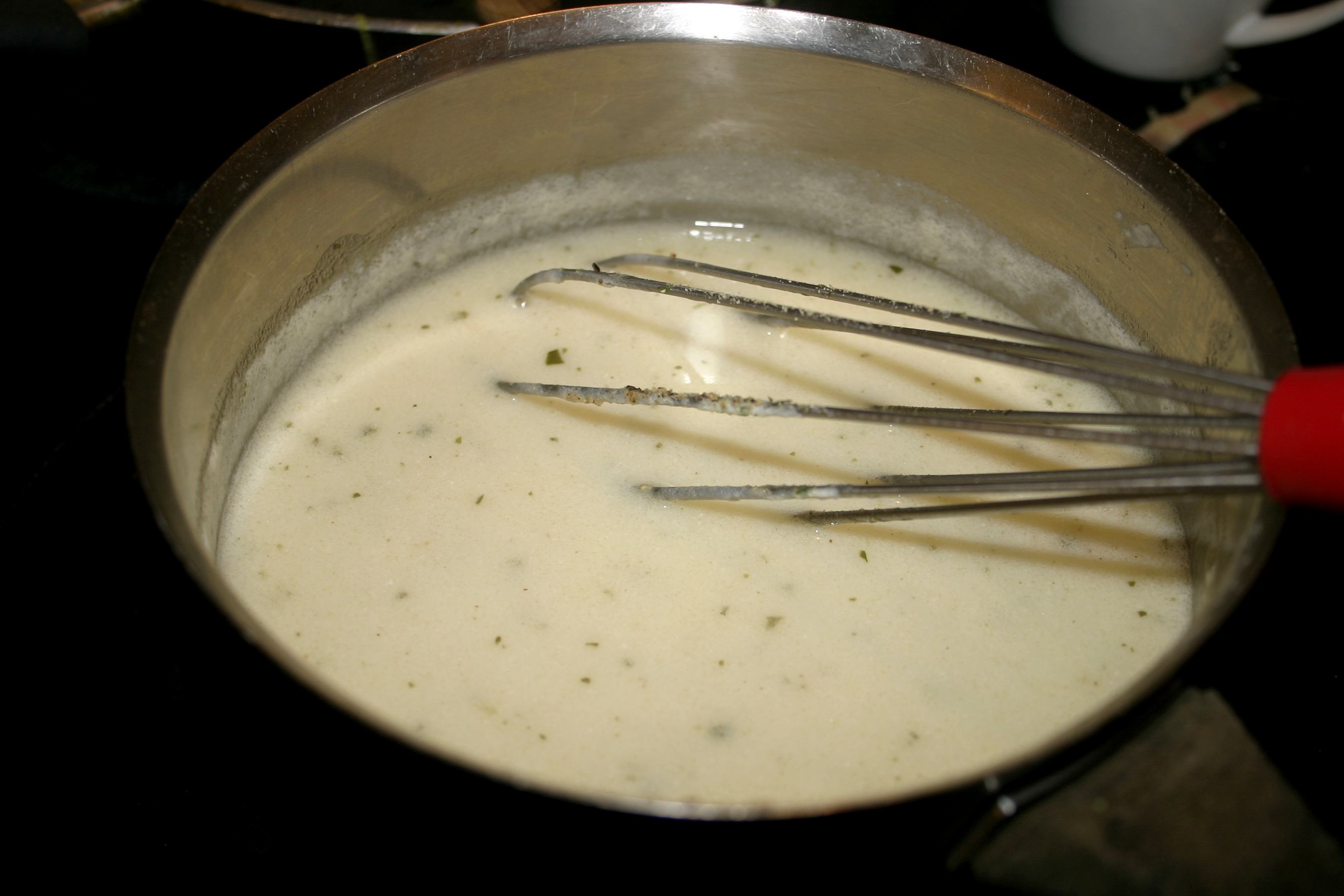
ルーをベースにしたソース

ルー（フランス語: roux）は、小麦粉をバターで炒めて調理したもの。ルウとも表記される。

## 概要
デンプンがα化し、各種ソースやカレー、シチューなどの料理のとろみを出す。
伝統的なフランス料理のマザーソースのうち、ベシャメルソース、ヴルーテソース、エスパニョールソースはルーを用いる。

## 作り方
バターを鍋で熱して溶かし、小麦粉を加える。小麦粉がバターとまんべんなく混ざるようにかき混ぜ、熱の通っていない小麦粉がなくなったら、好みの色味がつくまで加熱することで、とろみと香ばしさのついたルーができ上がる。

## 種類
白いルー、黄色いルー、茶色いルーに分類されている。加熱時間や火力の調節次第で、白に近いものから色の濃いものまで作ることができ、真っ白なホワイトシチュー用のルーから、茶色く焦げるまで炒めるカレーやガンボ用のルーまで、ソースや料理によって使い分けられる。

## 市販ルー
小麦粉と油、また調味料（カレー粉、スパイス、食塩など）、スープなどを調理して水分を飛ばし固めた、カレー用の製品が市販されており、これも「カレールー」や「ルー」と呼ばれることがある。同様の製法でシチュー用の製品も作られている。
形状は石けん状に成形されたもの（固形ルー）やペースト状、フレーク状のものがある。これらは前述のハンドメイドで作成するルーに対して調理材料として商品化している事から「市販ルー」と総称される。
本来、「カレーのルー」と言った場合、上記のような固形のカレーの素を指すことが一般的であるが、若い世代を中心に、「カレーライスのカレーの部分」を指してルーと呼ぶ誤用が広まりつつある。

### 市販ルーの製造法の一例

#### 材料
- 小麦、食用油脂
- 調味料（スパイスなど）
- スープ

#### 工程
1. 焙煎した小麦、食用油脂、調味料とスープをあわせて加熱する。
2. 水分を飛ばしペースト状になったソースを、石けん状やフレーク状、ペースト状にする。
3. 冷却し、パッケージに梱包する。